# Parc d'État Donner Memorial
Le parc d'État Donner Memorial est un parc d'état situé près de Truckee, en Californie. Le parc est nommé d'après la malheureuse expédition Donner, et contient un musée et un monument dédiés à ces colons.
Le parc dispose aussi de 4 km de piste et 5 km de rivage sur le lac Donner.